# Миколаївський національний університет імені В. О. Сухомлинського

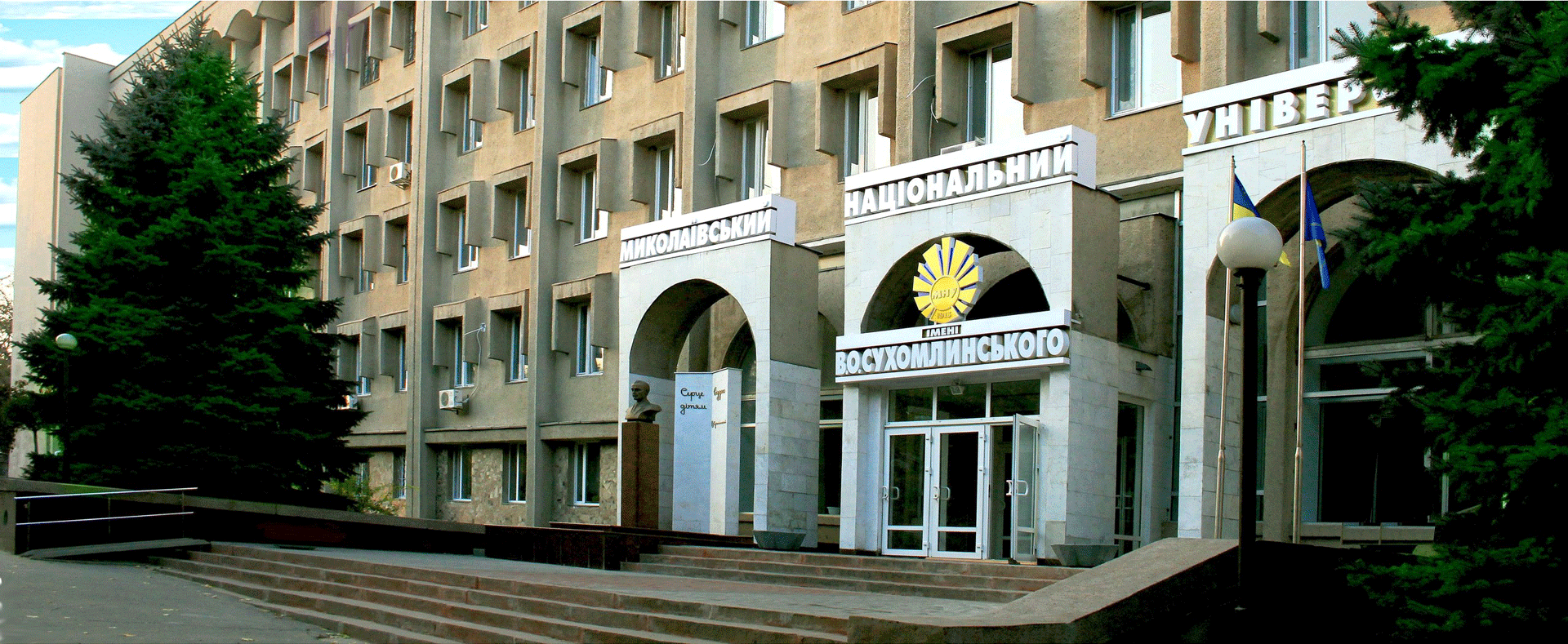
Головний корпус МНУ імені В. О. Сухомлинського

Миколаївський національний університет імені В. О. Сухомлинського — один із найстаріших і найавторитетніших вищих навчальних закладів на півдні України IV рівня акредитації.
З 2025 року є структурним підрозділом Національного університету кораблебудування.

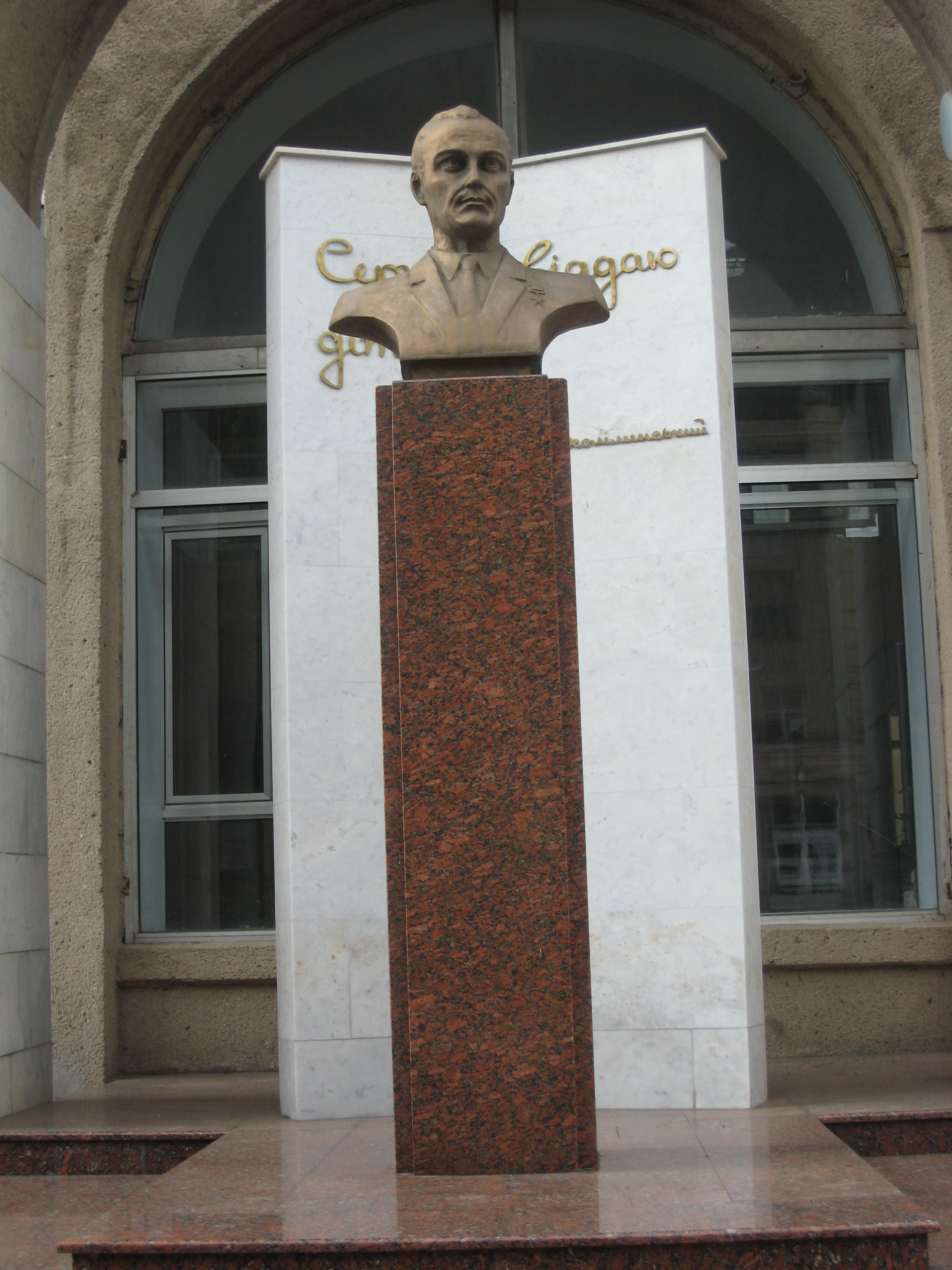
Погруддя Василю Сухомлинському перед будівлею університету

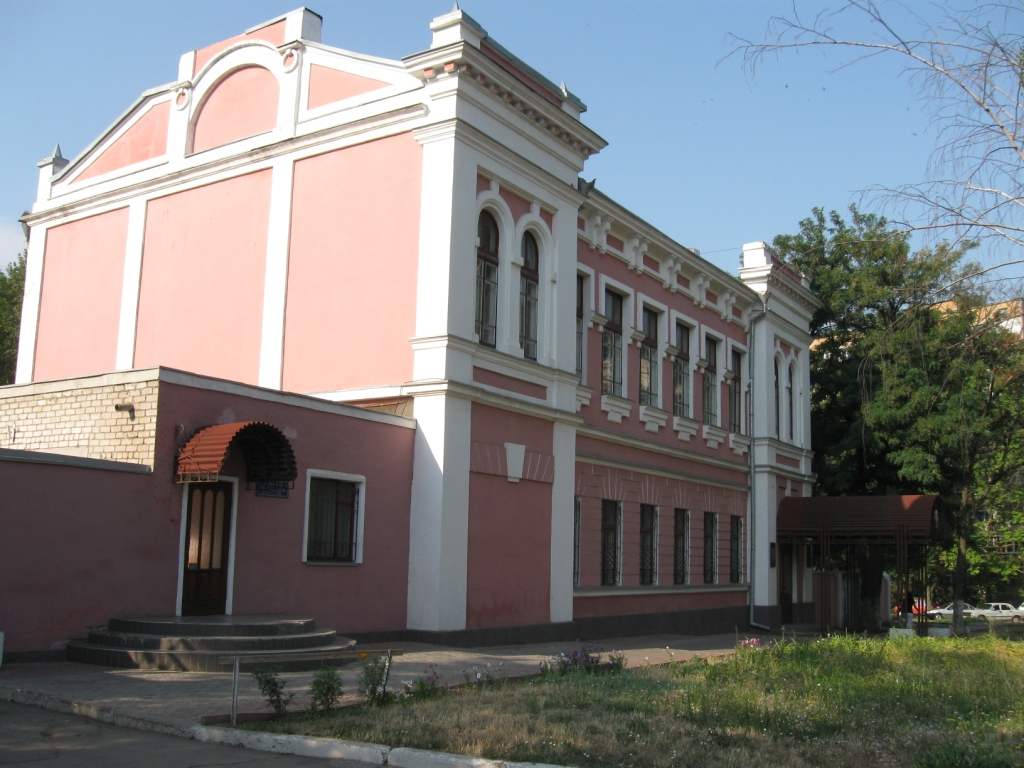
Військова кафедра університету на вулиці Колодязній

## Історія університету
Ідея створення університету в Миколаєві виникла ще в 60-ті роки XIX століття. Тоді розвиток освіти гальмувався нестачею вчителів, тому на прохання губернатора Міської думи та громадськості Миколаєва тимчасовий виконувач обов'язків Міністра освіти Росії барон Таубе дозволив відкрити у місті вчительський інститут із училищем при ньому для підготовки викладачів прогімназій і вищих початкових училищ.
Перше приміщення для створення навчального закладу орендував директор П. М. Жданов у садівництві Бельвю, що належало нащадкам купця II гільдії Юхима Орестовича Берга — почесного громадянина, гласного Міської думи, старійшини міських зборів. Особняк із 18 кімнат по вул. Нікольській, 12 відповідав усім нормам навчального закладу.
Розпочався перший навчальний семестр 17 жовтня 1913 р. Першим директором інституту був Петро Миколайович Жданов.
Інститут діяв за своїм статутом, затвердженим Міністром народної освіти. У статуті були визначені як обов'язки, так і права усіх учасників навчально-виховного процесу — від директора до студента. Навчальні програми складали викладачі на основі інструкцій Одеського навчального округу, а потім затверджувалися радою інституту. Щорічно набиралася одна навчальна група у складі 25-30 осіб. У 1916 р. відбувся перший випуск — 22 учителі.
Кількість предметів, які мали вивчити майбутні вчителі, була більшою ніж у гімназіях та народних школах. Перші студенти зіткнулися з новими предметами: музика, гімнастика, креслення, малювання, фізика, латина, садівництво, виноградарство. Уроки російської, географії, історії, математики, Закон Божий вивчалися в гімназіях. Швидше за все, саме з цих предметів і проводилися вступні іспити.
У 1914-15 н. р. дирекція інституту ввела ряд предметів для вільного вибору студентів. Вихованці за своїм бажанням займалися музикою (вчилися грати на віолончелі, скрипці тощо), латинською мовою, ручною працею (живопис по шовку, оксамиту, випилювання та випалювання).
У серпні 1917 р. у Петрограді відбувся з'їзд представників педагогічних вишів, де були розроблені основні положення реформи. Набір студентів у 1917-18 н. р. відбувся з чималими труднощами. Однак було подано 80 заяв, до першого класу прийнято 27 осіб, із них 15 — без екзаменів, і вперше — 6 жінок.
Восени 1917 р. інститут був частково реформований. Відкрито три відділення: словесно-історичне, фізико-математичне та природознавчо-географічне. Додалися до вивчення такі предмети: історія російської мови (разом із старослов'янською), теорія та психологія творчості, методики викладання предметів тощо. Широко впроваджувався лекційний метод навчання, співбесіда, ліквідовано класні журнали, відмінено цифрову оцінку знань, натомість — введено поняття «зараховано», «задовільно» та «незадовільно», створено інститут старост, вихованці здобули право на збори, неформальний одяг «за умови його скромності та охайності».
У 1920 р. місцеві органи народної освіти та педагогічний колектив обговорили питання про перетворення учительського інституту (напіввищого навчального закладу) в педагогічний інститут. З 1 вересня того ж року навчальний заклад перейменували в Інститут народної освіти (ІНО).
Реформа, що відбулася у 1920 р., полягала не лише в перейменуванні назви навчального закладу. Всі відділення об'єдналися у факультет соціального виховання з чотирирічним строком навчання, що мав на меті підготовку учительських кадрів для трудових шкіл, переважно їх старшого концентру (5-7 класів).
Упродовж 1920—1930 рр. заклад функціонував як Миколаївський інститут народної освіти, а з 1931 до 1933 рр. — інститут соціального виховання. Найдовше підготовку фахівців здійснював Миколаївський державний педагогічний інститут — із 1933 до 1999 рр.
У післявоєнний час значно поліпшилася матеріально-технічна база, зріс науковий потенціал. Це дало змогу інституту стати педагогічним університетом, що відбулося на зламі тисячоліть у 1999 р.
У жовтні 2002 р. на базі педагогічного створено Миколаївський державний університет, якому через рік присвоєно ім'я Василя Олександровича Сухомлинського, а 21 серпня 2010 р. надано високий статус національного.

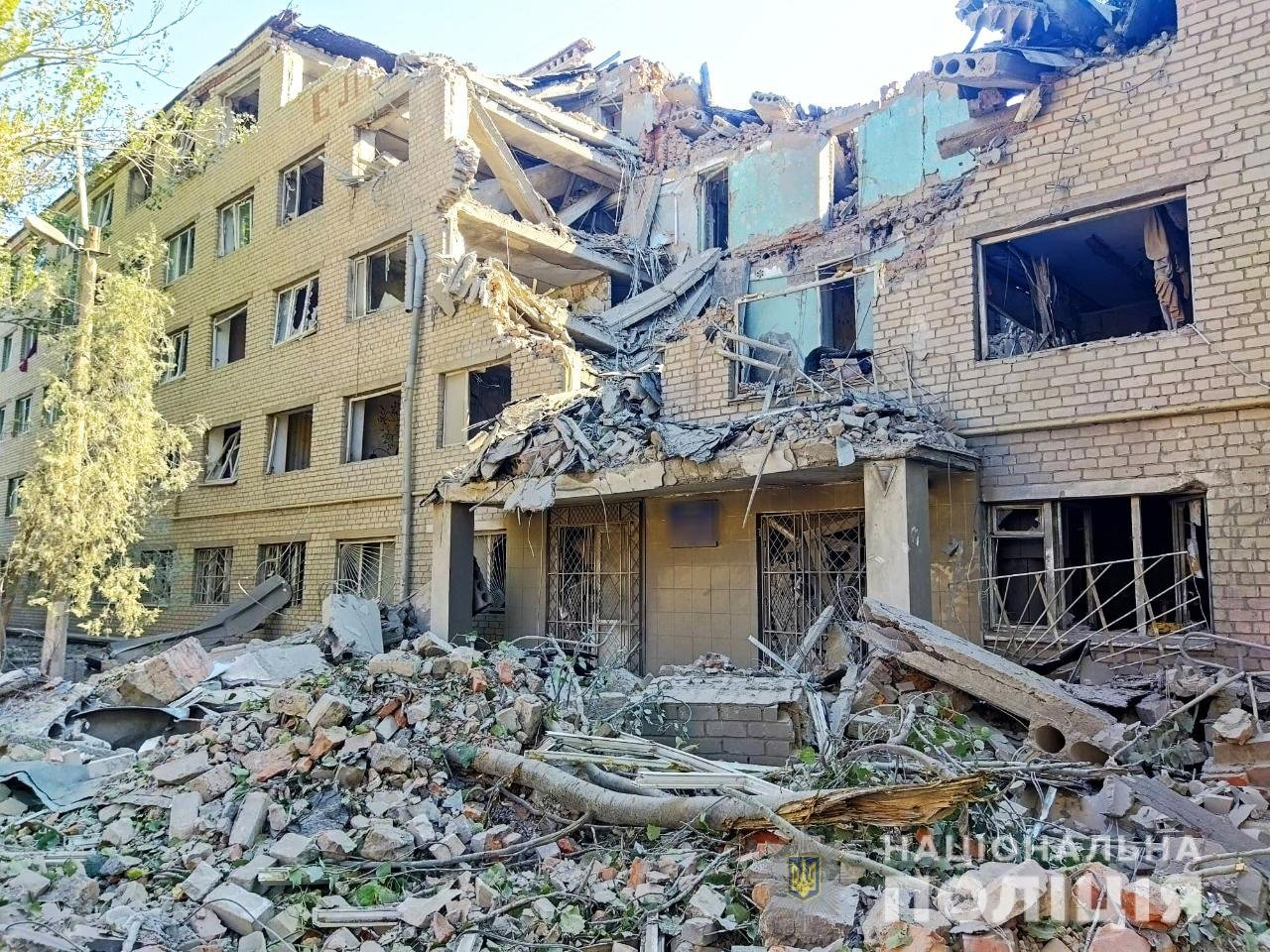
Гуртожиток університету після обстрілу 2 серпня

Уранці 15 липня 2022 року російські окупанти завдали ракетного удару по будівлях Національного університету кораблебудування імені адмірала Макарова та Миколаївського національного університету імені В. О. Сухомлинського. 2 серпня обстрілом був частково зруйнований університетський гуртожиток № 1.

## Сучасність
Сьогодні МНУ імені В. О. Сухомлинського здійснює підготовку фахівців за освітніми ступенями «бакалавр», «магістр», «доктор філософії» та освітньо-кваліфікаційним рівнем «молодший спеціаліст».
У складі університету функціонують: наукова бібліотека, три факультети (педагогічний, філологічний та природничий) та коледж. Навчально-виховний процес здійснюють 10 кафедр. В університеті навчаються студенти за 14 галузями знань, 33 напрямами підготовки та спеціальностями. Діє аспірантура за 17 спеціальностями та докторантура (за спеціальністю 032 — історія та археологія). Функціонують спеціалізовані вчені ради із захисту кандидатських дисертацій.
Матеріально-технічну базу навчального закладу становлять 16 навчальних корпусів, три лабораторних корпуси, дві навчальні майстерні, чотири спортивних зали, військовий полігон. Є власний спортивно-оздоровчий табір «Моряна», розташований на березі Чорного моря.
На базі механіко-математичного факультету діють наукова лабораторія голографічних методів дослідження, науковий лабораторний комплекс «Фізика полімерів» імені В. П. Привалка, астрономічна обсерваторія імені Н. Д. Каліненкова.
Науковий лабораторний комплекс «Фізика полімерів» імені В. П. Привалка спільно з Інститутом технічної теплофізики НАН України здійснює комплексне дослідження «Теплофізичні властивості й механізми структуротворення полімерних мікро- і нанокомпозитів» (керівник — кандидат фізико-математичних наук Дінжос Р. В.).
Астрономічна обсерваторія імені Н. Д. Каліненкова слугує базою для проведення астрономічних досліджень, результати яких регулярно висвітлюються у журналах, що входять до наукометричної бази Scopus і набрали більше 300 посилань.
На базі інституту історії, політології та права діє лабораторія археології та етнології, наукова специфіка якої — «Археологічні дослідження регіону Степового Побужжя від бронзового віку до середньовіччя». У 2016 р. співробітники лабораторії археології та етнології, спільно зі співробітниками кафедри та провідними фахівцями Інституту археології НАН України організували та провели 6 археологічних експедицій. Хронологічні та культурно-історичні рамки досліджень охопили час від доби фінальної бронзи до римського часу (кінець II тис. до н. е. — II ст. н. е.) і включили: розкопки античного поселення біля с. Рибаківка, Вікторівка І, городища бронзової доби Дикий Сад (м. Миколаїв), античного городища на о. Березань, античного поселення Велика Корениха III (м. Миколаїв), римського військового табору біля с. Кам'янка (Миколаївська область). Отримано нові дані про історико-культурний розвиток населення регіону Степового Побужжя II тис. до н. е. — І тис. н. е., поповнено фонди та експозицію обласного краєзнавчого музею, створено сучасну археологічну карту з урахуванням соціокультурних зв'язків населення Степового Побужжя з регіонами Центральної та Східної Європи, розроблено туристичний маршрут археологічними об'єктами.
Головним напрямом науково-технічної діяльності університету є фундаментальні та прикладні дослідження в галузі природничих, гуманітарних, психолого-педагогічних, соціально-економічних наук. Наукові дослідження проводяться спільно з провідними науковими установами Національної академії наук і Національною академією педагогічних наук України, зарубіжними партнерами.
У рамках регіональної Комплексної програми соціального захисту населення «Турбота» на період до 2020 року функціонує освітній центр «Університет третього віку», де навчається більше ста слухачів похилого віку.
Співробітники інституту історії, політології та права спільно з Миколаївською ОДА та Обласним центром пошукових досліджень у рамках Комплексної програми увічнення пам'яті учасників антитерористичної операції, жертв воєн та політичних репресій у Миколаївській області підготували та видали книгу «Миттєвості війни», що містить біографічні нариси про військовослужбовців, загиблих під час протистояння російській агресії в Криму та на Сході країни, спогади наших земляків — учасників антитерористичної операції, нариси про бойовий шлях військових підрозділів, що дислокуються на Миколаївщині, матеріали про волонтерський рух. До книги включено фотоматеріали, надані бійцями ЗСУ та волонтерами, увійшли відомості про наших земляків — учасників АТО, посмертно відзначених державними нагородами. Книгу презентовано Голові благодійного фонду «Петро Порошенко» Марині Порошенко.
У рамках обласної програми «Охорона довкілля Миколаїщини до 2020 р.», за підтримки Департаменту освіти і науки Миколаївської обласної державної адміністрації на базі кафедри біології реалізується науковий проект «Еколого-моніторингові дослідження лиманів межиріччя Тилігулу-Дніпра та їх екосистем» (керівник — доктор біологічних наук Наконечний І. В.).
Сайт Наукової бібліотеки університету надає можливість доступу до фахових електронних видань, світових та українських наукових інформаційних ресурсів відкритого доступу (електронні архіви України), де науковці мають змогу не тільки безкоштовно отримати доступ до напрацювань науковців провідних вищих навчальних закладів, а й розміщувати свої статті для відкритого доступу. На локальному сайті знаходяться навчальні видання, подані для отримання дозволу до друку.
Набирає обертів рух академічної доброчесності, один із напрямів якого — боротьба з плагіатом — реалізується шляхом перевірки курсових, дипломних, магістерських робіт студентів, а також навчально-методичних і наукових праць викладачів.

## Міжнародна діяльність
У 2014 р. університет здобув перемогу на VI конкурсі програми Tempus, став учасником проекту 544161-TEMPUS-1-2013-1-UK-TEMPUS-JPCR Aston University Developing the Teaching of European Languages: Modernising Language Teaching through the Development of Blended Masters Programmes («Удосконалення викладання європейських мов на основі впровадження онлайн-технологій у підготовку вчителя»).
У 2016 р. розпочалася робота по виконанню грантової програми ЄС Erazmus+ «Structuring cooperation in doctoral research, transferrable skills training, and academic writing instruction in Ukraine's regions / DocHub» / «Структуризація співпраці у сфері докторських досліджень, тренування навичок широкого застосування та консультації з академічного письма на території України»; підписана Партнерська угода.
Викладачі університету одержали гранти на проведення дослідження Голодомору 1932—1933 рр.; ролі італійських колоній у соціально-економічному, політичному та культурному житті Півдня України (Канада), а також на проведення академічних обмінів за програмою «Наукові візити для викладачів ВНЗ» (Німеччина).
В університеті видаються 7 фахових збірників наукових праць, із них 4 мають міжнародний стандартний номер (ISSN).
Щорічно збільшується кількість навчальних закладів і наукових установ, із якими університет співпрацює у рамках укладених 48 міжнародних угод із 13 країн світу. У вересні 2008 р. університет став членом Великої хартії університетів (Magna Charta), у січні 2009 р. приєднався до Європейської Асоціації науки і освіти.
Усі заходи за основними напрямами діяльності університету спрямовуються на виконання законів України, постанов Кабінету Міністрів України, наказів МОН України, наказів та розпоряджень ректора в умовах прозорості та колегіальності з метою забезпечення якості вищої освіти, патріотичного виховання громадян України та поліпшення соціально-психологічного клімату в колективі.

## Відомі випускники
- Бабакова Інга Альвідосівна — заслужений майстер спорту; чемпіонка світу 1999 року; багаторазовий призер чемпіонатів світу з легкої атлетики; бронзовий призер — Олімпійських ігор 1996 в Атланті; переможець та призер багатьох міжнародних змагань; рекордсменка України з результатом 205 см (Токіо, 1995).
- Божаткін Михайло Іванович  (1920—2010) — письменник, журналіст, почесний громадянин міста Миколаєва (2004).
- Бойко-Блохін Юрій Гаврилович (1909—2002) — літературознавець, професор Українського Вільного Університету в Мюнхені; активний громадський і політичний діяч; лауреат Державної премії України імені Т. Г. Шевченка; почесний академік АПН України.
- Бохонок Віталій Володимирович (1991—2022) — майор Збройних Сил України, учасник російсько-української війни. Лицар ордена Богдана Хмельницького трьох ступенів. Герой України.
- Будак Валерій Дмитрович — ректор Миколаївського національного університету імені В. О. Сухомлинського, доктор технічних наук, професор, академік Національної академії педагогічних наук України, заслужений діяч науки і техніки України.
- Бут Сергій Іванович — український фристайліст, майстер спорту міжнародного класу, учасник трьох Олімпійських ігор.
- Василькова Наталя Іванівна — проректор із науково-педагогічної роботи, кандидат педагогічних наук, доцент Миколаївського національного університету імені В. О. Сухомлинського. Нагороджена Орденом княгині Ольги.
- Гайдамака Ігор Віталійович — український-радянський веслувальник-байдарочник, дворазовий чемпіон та дворазовий срібний призер чемпіонатів світу, заслужений майстер спорту.
- Гладишев Володимир Володимирович — доктор педагогічних наук, професор, публіцист, член Національної спілки журналістів України.
- Головченко Гліб Олександрович — директор Коледжу преси та телебачення; голова Миколаївської обласної громадської організації «Миколаївський прес-клуб»; президент Асоціації молодіжної преси України; секретар Національної спілки журналістів України, кандидат педагогічних наук.
- Гранатуров Юрій Ісайович — міський голова міста Миколаєва з травня 2014 року по 24 листопада 2015; 2010–2013 — голова адміністрації Ленінського району Миколаєва.
- Гузенко Світлана Валентинівна — декан філологічного факультету Миколаївського національного університету імені В. О. Сухомлинського, кандидат філологічних наук, доцент.
- Жадько Віктор Олексійович — науковець, публіцист, видавець, краєзнавець, енциклопедист, заслужений працівник освіти України (2007), завідувач кафедри журналістики Національного педагогічного університету імені М. П. Драгоманова; член Національної спілки журналістів України (1978), член Національної спілки письменників України (2002), член Національної спілки краєзнавців України (2010).
- Завгородній Андрій Володимирович — доктор економічних наук, кандидат фізико-математичних наук, професор, заступник директора з наукової діяльності Миколаївського інституту розвитку людини Університету «Україна».
- Закерничний Олександр Вікторович (1989—2015) — лейтенант Збройних сил України, учасник російсько-української війни.
- Качурін В'ячеслав Тимофійович — поет, голова Миколаївської обласної організації НСПУ(2000—2010), лауреат премії імені Миколи Аркаса.
- Кваша Ілля Олегович — призер Олімпійських ігор (2008); багаторазовий чемпіон та призер Європи; срібний призер чемпіонату світу з водних видів спорту (2013); багаторазовий чемпіон України; володар Кубка України (2016);заслужений майстер спорту України зі стрибків у воду.
- Кіпіані Вахтанг Теймуразович — заслужений журналіст України, публіцист, історик; лауреат Конкурсу публіцистичних статей ім. В'ячеслава Чорновола (2002); лауреат Другого Всеукраїнського журналістського конкурсу «Медіа про Медіа-2004»; володар Національної телевізійної премії «Телетріумф» (2014) за роботу над єдиним в Україні історичним тележурналом «Історична правда».
- Кірсанов Сергій Федорович — веслувальник, заслужений майстер спорту, срібний призер Олімпіади 1988 року.
- Кравченко Олександр Іванович   — народний артист України, професор кафедри естрадної пісні Національного університету культури та мистецтв.
- Кремінь Тарас Дмитрович — народний депутат України VIII-го скликання у загальнодержавному багатомандатному окрузі від політичної партії «Народний Фронт»; голова підкомітету з освіти Комітет Верховної Ради України з питань науки і освіти; кандидат філологічних наук, Уповноважений із захисту державної мови.
- Крижанівський Степан Андрійович  (1911—2002) — поет, перекладач, теоретик літератури, доктор філологічних наук (1962), професор (1963); член Спілки письменників України (1934); лауреат республіканської премії ім. О. Білецького в галузі літературно-художньої критики (1980).
- Кроть Дмитро Трохимович (1904—1986) — кандидат філологічних наук, доцент. Брав участь у Другій світовій війні.
- Крутой Ігор Якович — композитор, продюсер, шоумен; народний артист України (2011).
- Лейфура Валентин Миколайович(1947—2011) — математик, професор, «Відмінник освіти України»(1999), заслужений учитель України.
- Матвєєв Олександр Миколайович — український тренер з веслування на байдарках і каное, заслужений тренер СРСР.
- Меріков Вадим Іванович — народний депутат України VII скликання; голова Миколаївської обласної державної адміністрації (з 28 липня 2014 до 24 червня 2016); удостоєний звання «Городянин року» у номінації «Благодійність»2007.
- Мовчан Олексій Тимофійович (1921—1981) — кандидат педагогічних наук, з 1952 по 1975 декан фізико-математичного факультету Миколаївського національного університету імені В. О.  Сухомлинського.
- Надіїн Дмитро Пименович (1907—1942) — письменник, літературознавець, науковець, педагог.
- Нікітін Юрій Вікторович — заслужений майстер спорту України, олімпійський чемпіон (2004). Його ім'ям названі спортивна школа в Афінах і центр олімпійської підготовки в Миколаєві. Нагороджений орденом «За заслуги» III ступеня.
- Пересунько Тамара Костянтинівна — кандидат філологічних наук, професор; удостоєна звання «Городянин року» 1999.
- Погановський Віктор Олександрович — олімпійський чемпіон (1980), член Національного олімпійського комітету України; заслужений тренер України (1992); нагороджений орденом «За заслуги» III ступеня.
- Поперечний Анатолій Григорович — поет, автор віршів до багатьох популярних пісень («Соловьиная роща», «Малиновка», «Трава у дома», «Аист на крыше», «Душа болит»).
- Пучков Володимир Юрійович — поет, Заслужений журналіст України, головний редактор Миколаївської міської газети «Вечерний Николаев».
- Ралчева Марія Пеньївна (1978) — українська веслувальниця-байдарочниця, срібна призерка чемпіонату світу, учасниця літніх Олімпійських ігор в Сіднеї. Майстер спорту України міжнародного класу.
- Рехтета Микола Ананійович  (1957—2016) — кандидат фізико-математичних наук, доцент, заслужений працівник освіти України; 2004—2016 рр. — проректор Миколаївського національного університету імені В. О. Сухомлинського з навчальної роботи.
- Сенкевич Максим Олегович  (1989—2015) — старший лейтенант Збройних сил України; кавалер ордена Богдана Хмельницького III ступеня.
- Сизоненко Олександр Олександрович — письменник, прозаїк, публіцист, есеїст, кіносценарист; лауреат Шевченківської премії (1984).
- Січко Сергій Михайлович — народний вчитель України; нагороджений знаком «Відмінник освіти України»; Почесною грамотою Верховної Ради України (2009 р.); нагрудним знаком «Василь Сухомлинський» (2009 р.); член-кореспондент Академії культурної спадщини України; лауреат обласної премії ім. М. Аркаса; переможец конкурсу «100 найкращих керівників шкіл України», лауреат конкурсу «Освітянин року 2007».
- Ситченко Анатолій Люціанович — проректор із науково-педагогічної роботи Миколаївського національного університету імені В. О.  Сухомлинського; 1998—2003 рр. — декан факультету української філології МДПІ; 2005 р. — доктор педагогічних наук, професор, декан факультету філології та журналістики; заслужений діяч науки і техніки України (2013).
- Старовойт Людмила Василівна  — науковець, кандидат філологічних наук, доцент, проректор із навчальної та виховної роботи, завідувач кафедри української літератури(1998—2009), відмінник освіти України.
- Хлопинська Людмила Дмитрівна — заслужений працівник культури України, багатолітній завідувач музею суднобудування і флоту та директор обласного краєзнавчого музею.
- Філатова Оксана Степанівна  — літературознавець, доктор філологічних наук, професор, завідувач кафедри української мови та літератури Миколаївського національного університету імені В. О.  Сухомлинського.
- Ціммерман Герман Карлович  (1896—1981) — доктор фізико-математичних наук, професор.
- Шека Іван Арсенович (1907—1999) — доктор хімічних наук, професор, член-кореспондент НАН України, лауреат Державної премії УРСР; нагороджений орденом Вітчизняної війни І та II ступеня, орденом Червоної Зірки, польським орденом «Хрест Хоробрих», двома орденами Трудового Червоного Прапора.
- Шуляр Василь Іванович — доктор педагогічних наук, переможець Всеукраїнського конкурсу «Досвід освітян» (1997—1998); учитель року — 2000; заслужений учитель України (2000).
- Январьов Еміль Ізраїльович (1931—2005) — поет, журналіст, громадський діяч; почесний громадянин Миколаєва; лауреат загальноукраїнської премії імені Миколи Ушакова (1999); удостоєний звання «Городянин року» (1997).

## Корисні посилання
- Офіційний сайт університету [Архівовано 25 вересня 2015 у Wayback Machine.]